# Euphemia Cowan Barnett
Euphemia Cowan Barnett ( 1890 - 1970) fue una botánica y exploradora inglesa.
Fue investigadora en el Herbario de la Universidad de Aberdeen.
De 1920 a 1950, fue activa en comandar el estudio de la Flora de Tailandia. El jefe era W.G.Craib, quien edita Florae Siamensis Enumeratio, continuado luego de su muerte en 1934 por A.F.G. Kerr. Finalizó en tres volúmenes, y el último, (número tres del volumen tercero) se publica en 1962, con la familia Gesneriaceae, editado por E. C. Barnett.

## Algunas publicaciones
"New species of the Gesneriaceae from Thailand", en "Natural History Bulletin of Siam Society", 1961.
Estudiando las Fagaceae de Tailandia, parcialmente publica su tesis en 1942.

## Honores
El género Barnettia (familia Bignoniaceae) fue nombrado por el Dr Santisuk en honor a la Dra. Barnett "cuya obra taxonómica fue de enorme contribución al conocimiento de la flora de Tailandia".
- La abreviatura «Barnett» se emplea para indicar a Euphemia Cowan Barnett como autoridad en la descripción y clasificación científica de los vegetales.[2]